# Nos 18 ans
Pour plus de détails, voir Fiche technique et Distribution.
Nos 18 ans est un film français réalisé par Frédéric Berthe, sorti en 2008. Il s'agit d'un remake du film italien Notte prima degli esami de Fausto Brizzi (2006), lui-même inspiré par la chanson homonyme d'Antonello Venditti.

## Synopsis
En 1990, le jeune Lucas Ferrier (Théo Frilet) passe son bac. Le dernier jour de cours, il en profite pour insulter M. Antoine Martineau (Michel Blanc), son professeur de philosophie, qu'il traite, entre autres, de sadique, de raté, de salaud. Ce à quoi Monsieur Martineau lui apprend qu'il va faire passer les oraux de rattrapage, que Lucas est sûr de devoir passer.
Le soir même, à une fête, Lucas rencontre Clémence (Valentine Catzéflis), pour qui il a le coup de foudre. De la soirée, il n'arrivera qu'à apprendre son prénom.
Le reste de l'histoire se déroule en deux temps : d'un côté, avec Lucas, et ses amis Richard (Pierre Boulanger), Maxime (Arthur Dupont), Alice (Liza Manili) et Sarah (Julia Piaton) ; de l'autre, avec Clémence et ses deux copines, Valentine et Clarisse.
Les deux groupes oscillent entre révisions pour le bac - puis pour le rattrapage - et vie sentimentale. Lucas a 62 points à rattraper,  tandis que Clémence en a 30. Lucas décide de repasser la philosophie – au plus gros coefficient et alors qu'il a obtenu la piteuse note de 4/20 – et l'anglais ; Clémence repasse la physique-chimie.
Clarisse, qui a raté son bac, décide de suivre un jeune Allemand à Berlin. Clémence tente de se débarrasser de son petit ami Yvan, tout en se demandant si ça vaut le coup de courir après un étranger dont elle ne connait pas le nom. Maxime trompe Sarah avec la sœur de celle-ci, Laura, alors que Sarah tombe enceinte et décide de garder l'enfant. Lucas essaie de retrouver Clémence, tout en révisant pour le rattrapage avec M. Martineau, qui s'avère aussi être le père de Clémence.
La veille du rattrapage, Clémence et Lucas se revoient enfin, au moment où Lucas quitte leur appartement, après sa dernière session de révision avec M. Martineau. Surprise, Clémence le rejette. Pendant ce temps, Sarah plaque Maxime pour avoir couché avec sa sœur. Celui-ci, se rendant compte de son erreur, passe la nuit devant chez elle, sous la pluie, puis est rejoint par ses amis. Sarah lui pardonne.
Après avoir réussi brillamment son rattrapage, en obtenant 17 en philosophie, Lucas retrouve Clémence à la gare, à la suite de la lettre où elle lui avoue son amour. À l'occasion de ces retrouvailles, les deux amoureux s'échangent un baiser fusionnel.

## Fiche technique
- Titre : Nos 18 ans
- Réalisation : Frédéric Berthe
- Scénario, adaptation et dialogues : Éric Assous, d'après l’œuvre de Fausto Brizzi, Massimiliano Bruno et Marco Martani
- Décors : Franck Benezech
- Costumes : Nathalie Benros
- Photographie : Philippe Pavans de Ceccatty
- Montage : Célia Lafitedupont
- Supervision musicale : Joachim Roncin
- Pays d'origine :  France
- Format : couleur, 35 mm
- Genre : comédie dramatique
- Durée : 93 minutes
- Date de sortie : 16 juillet 2008[1]

## Distribution
- Théo Frilet : Lucas Ferrier, lycéen en terminale A
- Valentine Catzéflis : Clémence Martineau, lycéenne en terminale D
- Michel Blanc : Antoine Martineau, professeur de philosophie, père de Clémence
- Arthur Dupont : Maxime, ami de Lucas, lycéen en terminale
- Julia Piaton : Sarah, amoureuse de Maxime, lycéenne en terminale
- Liza Manili : Alice, lycéenne en terminale, amie de Lucas
- Pierre Boulanger : Richard
- Bernadette Lafont : Adèle Martineau, grand-mère de Clémence
- Venantino Venantini : Marcello, amoureux d'Adèle
- Maruschka Detmers : mère de Clémence
- Pierre Niney : Loïc Martineau, frère cadet de Clémence, petit-fils d'Adèle
- Sébastien Houbani : « Michael Jackson »
- Éric Naggar : le proviseur
- Xavier Gallais : le gynécologue
- Iris Besse : Valentine, amie de Clémence
- Annabel Rohmer : Clarisse, amie de Clémence
- Bartholomew Boutellis : Yvan, compagnon de Clémence
- Lucy Ferry : Laura, sœur cadette de Sarah
- Aurélie Cabrero : « Princesse Leia »
- Sylvain Levitte : Edgar Le Prince
- Roger Contebardo : Werner
- Alain Pointier : ?

## Musique
Sauf indication contraire, les informations mentionnées dans cette section peuvent être confirmées par le générique de fin de l'œuvre audiovisuelle présentée ici, ainsi que par la base de données cinématographiques IMDb,  présente dans la section « Liens externes ».
- Song for Whoever (en) par The Beautiful South
- Nos 18 ans par Yelle (générique de fin)
- Close to Me par The Cure (introduction)
- Ça (c'est vraiment toi) par Téléphone
- Theme from S-Express (en) par S'express
- If You Don't Know Me by Now par Simply Red
- I'm Not in Love par 10cc (minute 9)
- Video Killed the Radio Star par The Buggles
- Come Prima par Marino Marini
- De cuba traigo este son par Metiswing
- Come On Eileen par Dexys Midnight Runners
- Mala vida par Mano Negra
- I Capuleti e i Montecchi - Oh, Quante Volte, Oh Quante I par Vincenzo Bellini
- Wake Me Up Before You Go-Go par Wham
- Modern Love par David Bowie
- On saturday afternoons in 1963 par Rickie Lee Jones
- Town Called Malice (en) par The Jam
- Andy par Les Rita Mitsouko
- Luxinfo - Jingle d'RTL de Michel Legrand

## Analyse